# Tax backed bond
Tax backed bond (it. obbligazione fiscalmente vincolante, o Mosler bond) è il termine usato per indicare l'ipotetica creazione di una obbligazione di debito pubblico, da parte di nazioni dell'eurozona, che ha la caratteristica di includere una clausola per cui se (e solo se) lo stato che emette tale debito fa default, questa obbligazione può essere utilizzata per i pagamenti delle imposte nel paese da cui essa è stata distribuita.
L'idea è stata sviluppata dagli economisti Warren Mosler e Philip Pilkington ispirandosi ai principii della Teoria Monetaria Moderna.

## Descrizione

### Il funzionamento
La clausola prevede che il titolo di stato può fungere da buono usabile per pagare le tasse e dunque diventare un biglietto di Stato a tutti gli effetti in caso di evenienza, cosicché se un investitore detiene un titolo in euro di questo tipo, ad esempio del valore di 1000 euro, e la nazione che lo rilascia non riesce a rispettare il pagamento degli interessi o del capitale, l'investitore ha il diritto di convertire questo debito effettuando pagamenti fiscali verso il paese emettente per un importo pari a 1000 euro.
Se il titolo è detenuto da qualcuno che non paga le tasse in quella nazione, è sempre possibile venderlo a soggetti che invece le pagano, ad esempio a istituti di credito sottoposti all'imposizione fiscale dello stato in default, di modo che l'utilizzino per il pagamento delle imposte.
È da rilevare come questo sostegno fiscale costituisce una soglia minima assoluta, al di sotto della quale il valore di questo titolo non può scendere e, siccome il tasso d'interesse su queste obbligazioni continua a essere corrisposto in ogni caso, non vi è alcun rischio di perdita e alcun motivo di rinunciare all'investimento.

### La base teorica
Il tax backed bond usa un principio della Teoria Monetaria Moderna secondo il quale paesi come il Giappone, che dispongono di sovranità monetaria, non si trovano ad affrontare costi insopportabilmente pesanti da sostenere per il rifinanziamento del loro debito, e in particolare per il pagamento degli interessi sul loro debito, poiché possono sempre garantire di effettuare il saldo dei titoli pubblici alla scadenza grazie alla capacità sovrana di emettere moneta.
Per gli stati membri dell'eurozona, invece, questa facoltà è preclusa in quanto essi sono solo utenti dell'euro e dunque non dispongono della capacità di rilasciare tale valuta. Di conseguenza, mentre i paesi dell'eurozona hanno un rapporto debito/PIL decisamente minore di quello giapponese (che è superiore al 220%), essi soffrono per gli alti tassi di interesse richiesti dal mercato per l'acquisto del loro debito.
L'idea alla base del tax backed bond è pertanto quella di assicurare, attraverso la clausola che lo rende fiscalmente vincolante, la fiducia degli investitori sui titoli di debito dei paesi dell'eurozona e in questo modo di tenere sotto controllo gli interessi sul debito pubblico, senza bisogno di uscire dall'euro e senza alcun intervento da parte della Banca centrale europea. Si tratta, perciò, di un modo per dare al debito pubblico dell'eurozona un'aura di sicurezza comparabile a quella del debito dei paesi che sono dotati di sovranità monetaria e che quindi emettono la propria moneta, mantenendo però l'euro come divisa.
Nella Teoria generale dell'occupazione, dell'interesse e della moneta di John Maynard Keynes è illustrato come, secondo la legge di Gresham, uno degli obiettivi di coloro che operano sui mercati finanziari sia quello di liberarsi della "moneta cattiva" vendendola ad altri. Lo stesso fenomeno si può osservare sui titoli di stato dell'eurozona ogni volta che gli spread salgono. Invece, grazie alla clausola di evenienza elaborata da Warren Mosler e Philip Pilkington, questi titoli pubblici possono invariabilmente considerarsi come "moneta buona" sempre in quanto essi sono sistematicamente garantiti dal fatto di potere essere eventualmente usabili per assolvere gli obblighi fiscali nello stato che ha rilasciato il bond.
Ristabilendo così la fiducia del mercato verso le obbligazioni dell'eurozona, esse inoltre non sarebbero probabilmente  mai effettivamente utilizzate per i pagamenti fiscali, poiché il tasso di interesse richiesto dal mercato conseguentemente si abbasserebbe per via della ritrovata credibilità e affidabilità di questi titoli di debito. Sicché mai ci sarebbe l'effettiva necessità di attivare tale clausola.